# Die Nacht vor Weihnachten (Gogol)

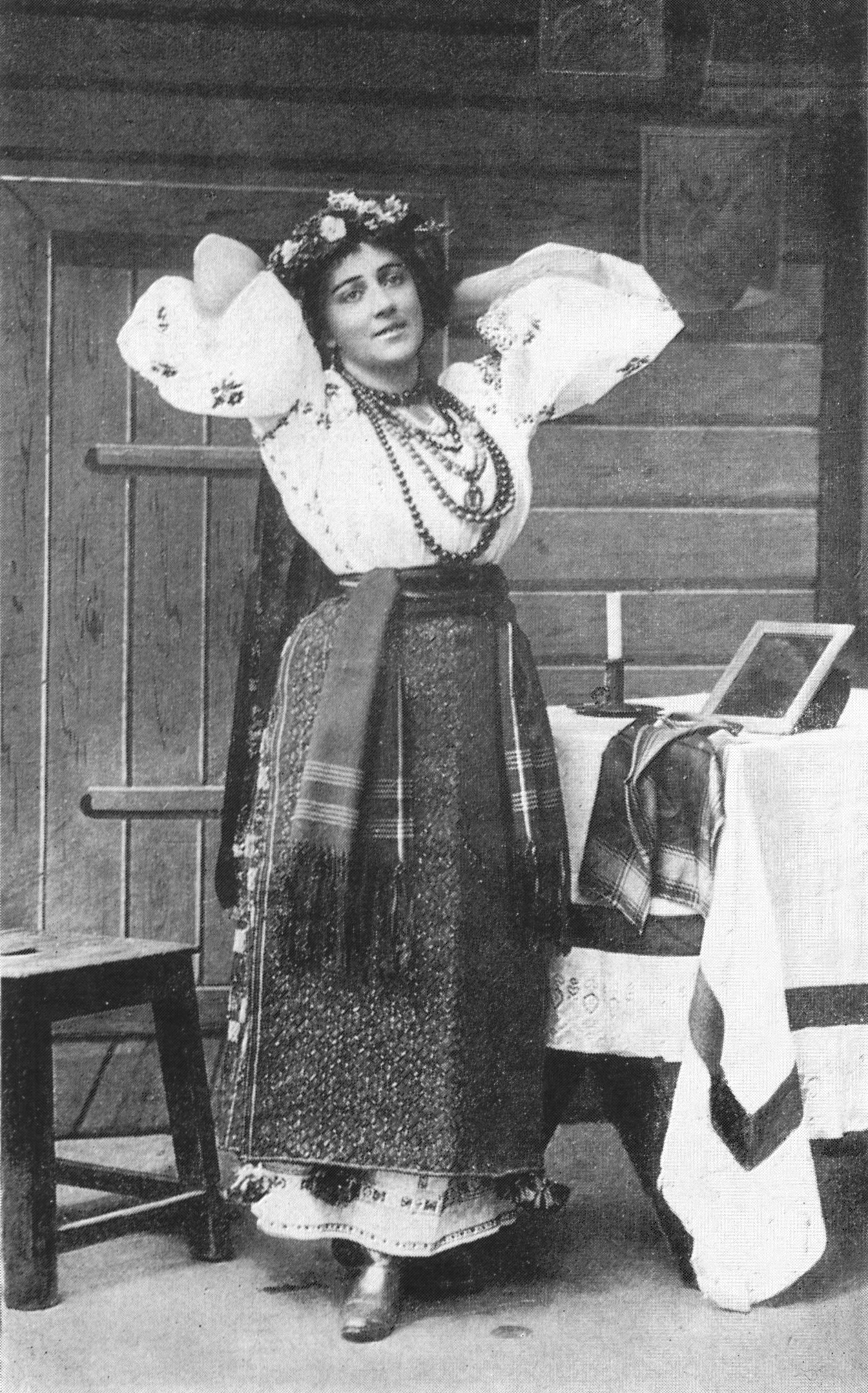
Die lyrische Koloratursopranistin Mrawina anno 1895 als Oxana in
Rimski-Korsakows Oper
Die Nacht vor Weihnachten.

Die Nacht vor Weihnachten, auch Heiligabend (russisch Ночь перед Рождеством, Notsch pered Roschdestwom), ist eine Erzählung des russischen Schriftstellers Nikolai Gogol, die 1830–1831 entstand und 1832 erschien. Die Geschichte wurde in den zweiten Teil der Abende auf dem Weiler bei Dikanka aufgenommen.

## Handlung
Als der Gemeindeschreiber die Dikankaer Schenke auf allen Vieren verließ, machte der Mond am Himmel Sprünge. Die Bauern, denen der Schreiber davon erzählte, lachten nur. Aber finstere Nacht senkte sich über Dikanka, seit der Teufel den Mond in seine Tasche gesteckt hatte. Der Böse wollte sich in der letzten Nacht, in der er auf Gottes Erde schalten und walten durfte, an dem frommen Schmied und Maler Wakula rächen. Letzterer hatte nämlich die rechte Seitenwand des Kirchenvorraumes mit einem gemeinen Zerrbild, das die Vertreibung des Teufels zeigt, bemalt.
Bei Finsternis, so schätzte der Teufel, würde sich der verwitwete reiche Kosak Kornij Tschub nicht aus dem Haus wagen. Und Wakula suchte gewöhnlich seine Angebetete Oxana, die schöne 16-jährige Tochter Tschubs auf, wenn der Vater ausgegangen war.
Wakulas um die 40-jährige Mutter Solocha, ein Teufelsweib, wollte an den Reichtum Tschubs heran. Bei starkem Nachtfrost und Schneegestöber kam Solocha heim, aber nicht durch die Tür, sondern zusammen mit ihrem Geliebten, dem Teufel, nach einer Luftfahrt auf dem Besen durch den Schornstein. Dabei kam der Mond frei und erstrahlte über Dikanka. Der Schneesturm war vorüber. Für die Hexe Solocha interessierte sich nicht nur der Teufel, sondern auch der Dikankaer Bürgermeister. Als dieser anklopft, versteckt sich der Teufel in einem Kohlensack des Schmieds. Der Bürgermeister kriecht in einen Kohlensack, als der Küster Einlass begehrt, und der Küster macht sich auf dieselbe Weise unsichtbar, als Tschub klopft.
Tschub war trotz Finsternis aus dem Hause gegangen, hatte sich im Dikankaer Schneesturm verirrt und zunächst an der eigenen Tür geklopft. Aufgetan hatte ihm Wakula, der den vermummten Hausherrn nicht erkannt und im Zorn über den Verlauf seines Tête-à-Tête  mit Oxana verprügelt hatte. Der Schmied war nämlich von der Schönen – wie gewöhnlich – abgewiesen worden. Zwar wollte Oxana den hartnäckigen Freier zum Manne nehmen, aber zuvor müsste er ihr ein Paar goldverbrämte Schuhe der Zarin schenken.
Als der erfolglose Wakula mürrisch heimkommt, will sich Tschub keinesfalls vor der „gottverdammten Missgeburt“ zeigen und kriecht in den Sack des Küsters. Der Schmied wirft die Säcke in den Schnee. Einen, den mit dem Teufel darin, behält er auf der Schulter. Der Böse hilft Wakula, fliegt mit ihm nach St. Petersburg zur Zarin Katharina und verlangt dafür die Seele des Verliebten. Katharina schenkt dem Schmied ein Paar ihrer Schuhe.
Oxana hat ihre Launen längst bereut und ist inzwischen über beide Ohren in Wakula verliebt. Das Mädchen will den heimgekehrten Schmied auch ohne goldbestickte Schuhe. Mit ein paar saftigen Gertenhieben vertreibt Wakula den Teufel aus Dikanka. Das Paar heiratet und bekommt ein Kind.

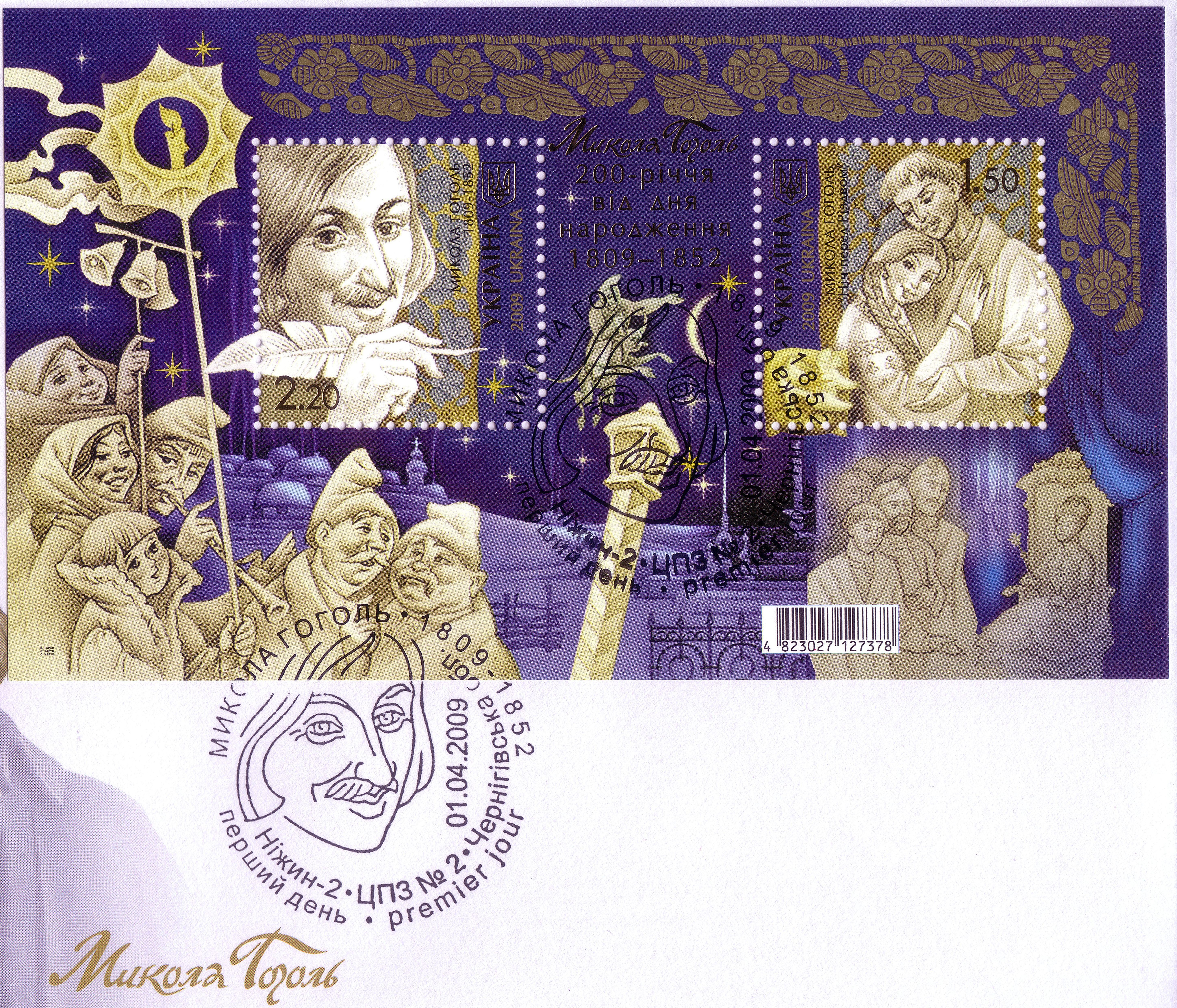
Ersttagsbrief mit zwei Briefmarken der ukrainischen Post zum 200. Geburtstag Gogols am 20. März 2009 mit Motiven aus Die Nacht vor Weihnachten (zum Beispiel Mitte: Wakula fliegt mit dem Teufel nach St. Petersburg, oben rechts: Oxana und Wakula, unten rechts: Wakula erbittet von der Zarin ein Paar ihrer Schuhe).

## Adaptionen

### Oper
- 1887, Bolschoi-Theater, Moskau: Pantöffelchen – Komische Oper in vier Akten von Peter Tschaikowski.
- 1895, Mariinski-Theater, St. Petersburg: Die Nacht vor Weihnachten von Nikolai Rimski-Korsakow.

### Film
- 1913: Die Nacht vor Weihnachten – Stummfilm von Władysław Starewicz
- 1944: Pantöffelchen – Filmoper von Nadeschda Koschewerowa und Michail Schapiro
- 1951: Die Nacht vor Weihnachten – Zeichentrickfilm von Walentina Brumberg
- 1962: Die Nacht vor Weihnachten – Film von Alexander Rou
- 1997: Die Nacht vor Weihnachten – Trickfilm von Jekaterina Michailowa
- 2002: Abende auf dem Weiler bei Dikanka – Musical von Sergei Jegorow

## Verwendete Ausgabe
- Die Nacht vor Weihnachten. Deutsch von Korfiz Holm. S. 229–299 in Johannes von Guenther (Hrsg.): Nikolai Gogol: Gesammelte Werke. Band I.  Aufbau-Verlag, Berlin 1952